# Liánok
A liánok lágy- vagy fás szárú, kúszó és kapaszkodó növények, amelyeknek a gyökérzete a talajban van, leveles, virágos száruk azonban más tárgyat (növényt, sziklát stb.) használ fel támaszul, hogy minél magasabbra nőjön fel a kellő mennyiségű fény megszerzésére. A felfutás a legkülönbözőbb módon történhet.

## Élőhelyük
Főleg a trópusi égövön gyakoriak. Az őserdőkben gyakran úgy ellepik a fák között üresen maradt teret, hogy szövedékük szinte áthatolhatatlan. A mérsékelt égöv felé számuk és jelentőségük egyre fogy. Hazánkban például a szőlő , borostyán, komló tekinthető liánnak. A sarkvidéken és a fátlan havasokon liánok nem élnek.
A trópusi esőerdőkben karvastagságú vagy feltűnően hosszú szárú liánok is nagy számmal élnek, s valóságos függőhidakat vonnak a fatörzsek és a fakoronák között, melyek gyakran virágokkal ékesek és rajtuk majmok és madarak élnek. Az erősebb, csavarodó szárú liánok könnyen a támasztónövény pusztulását okozhatják. Száruk ugyanis fiatal korban fogja körül a szintén fiatal támasztónövényt, később azonban megerősödik és tágulásra már nem képes, minél fogva a támasztónövény szárára, mely évről évre vastagodik, egyre szorosabban feszül, végül pedig nem ritkán meg is öli azt a szorítás következtében. Ha az elpusztult támasztónövény elkorhad, a lián magában marad a helyén.

## Típusaik
Találunk olyan fajokat, amelyek már határozottan differenciált kapaszkodószervekkel, például tüskékkel, tövisekkel vagy horgokkal rendelkeznek. Az az akácféle például, amelyet gyakran találunk a sűrű afrikai erdőségekben, egy vékony lián. Szárát tüskék borítják: tehát mindenbe belekapaszkodik. Ugyanez vonatkozik a kúszópálmákra. Hosszú ostorindáik valóságos kis szigonyokban végződnek. Végül, még mindig ebben a csoportban, bizonyos liánokat „ingerelhetőknek” mondanak: rövid ágféléik vannak. Ezek az ágacskák a legcsekélyebb érintésre körültekerednek az útjukba akadt száron vagy faágon. De ezek a növények még hordoztatják magukat.
Már aktívabbak, klasszikusabban „liánok” a borscserjék, ezek a kis liánok. Parányi kapaszkodógyökerek sokaságával kapaszkodnak a fatörzsbe. A kapaszkodógyökerek olyan tapadószervek, amelyeket a vaníliacserjéknél is megtalálunk.
Ezután következnek az „igazi” liánnak mondható növények. Ezeknél maga a szár tekeredik körül a fatörzseken, „futó”-liánok, vagy pedig specializálódott kacsokkal rendelkező liánok ezek.
Vannak:
- fűnemű liánok:
  - vaníliaformák (Vanilloideae),
  - tökfélék (Cucurbitaceae)
  - borsfélék (Piperaceae);
- fásodó szárúakra példák:
  - rattanpálma (Calamus spp.),
  - orchideafa (Bauhinia spp.),
  - meténgfélék (Apocynaceae)

## Példák

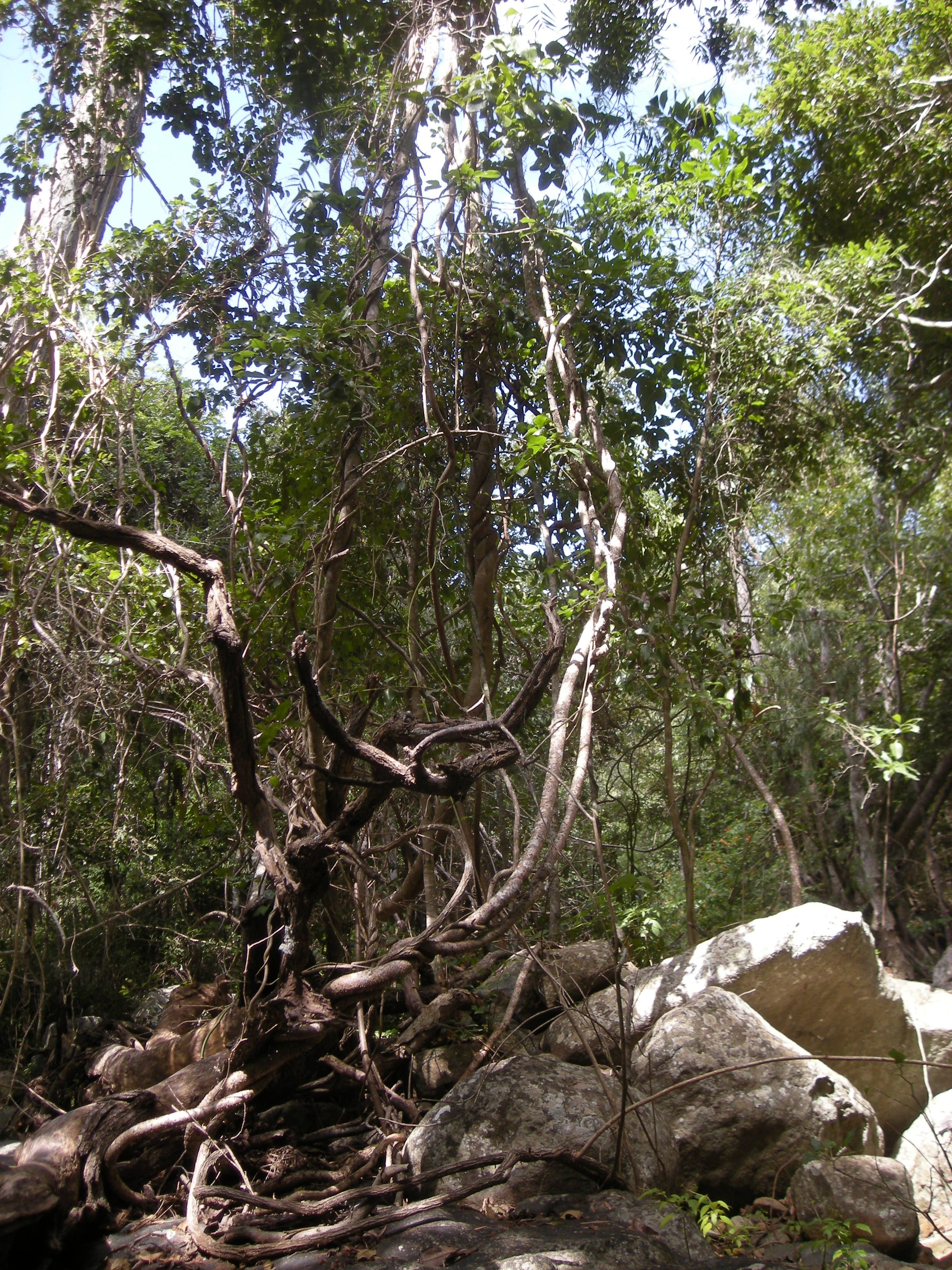
Liánok Ausztrália trópusi részén

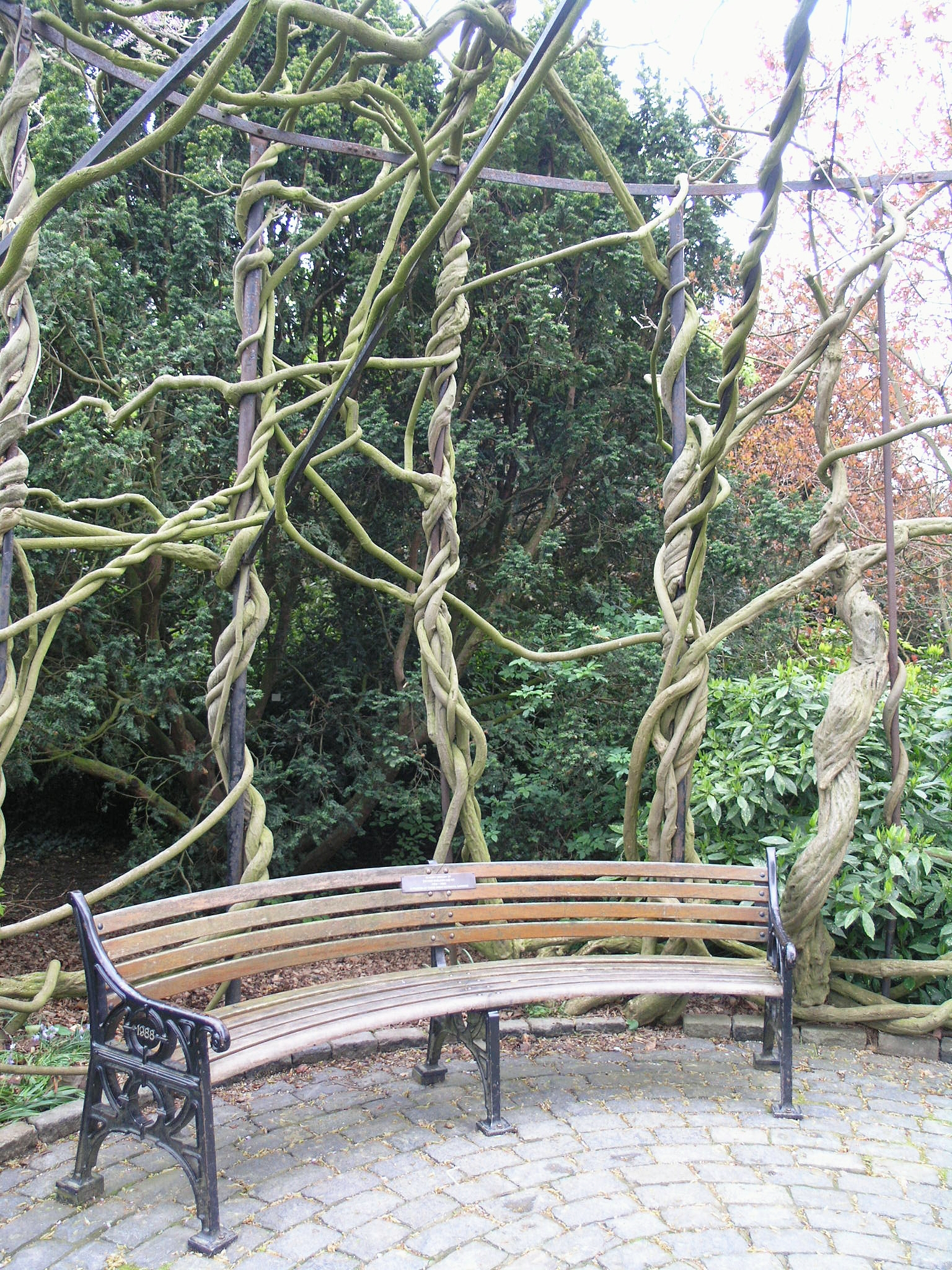
Liánok a londoni Kew Gardensben

Növénycsaládok és nemzetségek, amelyek liánfajokat tartalmaznak:
- Gnetophyta
  - Gnetum
- Acanthaceae
  - Mendoncia
  - Thunbergia, mint pl. T. grandiflora és a T. mysorensis
- Ancistrocladaceae
  - Ancistrocladus
- Annonaceae
  - Artabotrys
  - Fissistigma
  - Uvaria
- Apocynaceae
  - Odontadenia
  - Strophanthus, pl. S. sarmentosus
- Arecaceae
  - Calamus
  - Daemonorops
- Araceae
  - Pothos, pl. P. lancifolius
- Aristolochiaceae
  - Aristolochia
- Bignoniaceae
  - Anemopaegma
- Capparaceae
  - Capparis
- Connaraceae
  - Connarus
- Dilleniaceae
  - Doliocarpus[3]
- Dioscoreaceae
  - Dioscorea, pl. D. sylvatica
- Fabaceae
  - néhány Acacia, pl. A. concinna
  - Dalbergia armata
  - Derris
  - Entada
  - Hultholia mimosoides 
  - Machaerium
  - Mezoneuron
  - Mucuna, pl. M. bennettii
  - Pterolobium
  - Lasiobema
  - Strongylodon, pl. S. macrobotrys
- Flagellariaceae
  - Flagellaria indica
- Loganiaceae
  - Strychnos, pl. S. axillaris
- Nepenthaceae
  - Nepenthes
- Oleaceae
  - Jasminum
- Polygalaceae
  - Moutabea, pl. M. aculeata
- Sapindaceae
  - Paullinia
- Rhamnaceae
  - Ventilago
  - Ziziphus
- Rubiaceae
  - Uncaria
- Rutaceae
  - Toddalia asiatica
- Schlegeliaceae
  - Schlegelia
- Smilacaceae
  - Smilax
- Vitaceae
  - Ampelopsis
  - Cissus, pl. C. hypoglauca
  - Parthenocissus
  - Tetrastigma
  - Vitis

## Fordítás
- Ez a szócikk részben vagy egészben  a   Liana című angol Wikipédia-szócikk fordításán alapul.  Az eredeti cikk szerkesztőit annak laptörténete sorolja fel. Ez a jelzés csupán a megfogalmazás eredetét és a szerzői jogokat jelzi, nem szolgál a cikkben szereplő információk forrásmegjelöléseként.